# Stadio Atatürk (Balıkesir)
Lo Stadio Atatürk di Balıkesir (in turco Balıkesir Atatürk Stadyumu) è uno stadio situato a Balıkesir, in Turchia.
È sede delle partite interne della locale squadra di calcio, il Balıkesirspor Spor Kulübü.
L'impianto è stato inaugurato nel 1953 ed ha una capienza di 16 000 posti a sedere. Il terreno di gioco misura 68 x 105 m ed è in erba naturale.
È omologato per l'Europa League ed è la sede del ritiro della nazionale turca Under-21.